# 財政委員会 (東京都議会)
財政委員会（ざいせいいいんかい）は、東京都議会における常任委員会の一つ。

## 概要
財務局、主税局、会計管理局、収用委員会の所管事項を対象としている。1995年より財務主税委員会から現在の財政委員会へ名称変更された。

## 委員
- 財政委員長
  - 発地易隆

- 副委員長
  - 尾島紘平
  - 米倉春奈

- 理事
  - 土屋美和
  - 薄井浩一
  - 池川友一